# Авраамов Микола Разумникович
Микола Розумникович Авраамов (1861-2.08.1916) — був комерційним радником (1907), почесним громадянином Миколаєва (1905), спадковим почесним громадянином (1908), гласним Миколаївської міської думи (1901-1905 та 1905-1910), членом кількох комітетів торговельного спрямування, староста купецького товариства (1903-1916), зерно- та лісоторговцем. 

## Життєпис
Купець I гільдії, потомствений почесний громадянин, народився у Миколаєві 1861 року в сім'ї купця Розумника Сергійовича Авраамова. Похований на міському цвинтарі з рідним братом Іваном (27.01.1917) в одному склепі, поховання не збереглося. Обирався гласним Миколаївської міської думи, а за старанну працю отримав золоту шийну медаль на Анненській стрічці.
Основною метою Авраамова було об'єднання місцевого купецтва, яке до 1903 року було розрізнене та не мало адміністративного устрою. Коли Микола Авраамов раптово помер у Кисловодську, всі газети Миколаєва відзначали в некрологах: "...він вніс у купецьке середовище єдність і перший вказав цьому середовищі її корпоративні потреби та цілі". Крім того, його характеризували як найстарішого і найдостойнішого голосного Міської Думи. Тіло Миколи Авраамова прибуло на залізничний вокзал Миколаєва 6 серпня 1916 року, а наступного дня, після відспівування у Старокупецькій (Соборній Різдво-Богородичної) церкви, відбувся похорон.
Жив Микола Авраамов у Миколаєві у будинку на вулиці Спаській 22. Будинок побудований у стилі еклектики та неоренесансу 1880-х роках. Будинок було відреставровано та зараховано до пам'яток архітектури місцевого значення.Також, будучи голосним Миколоївської міської Думи проживав в особняку по вул.Таврійській № 32 в Миколаєві.
Могила Миколи Авраамова на цвинтарі Миколаєва, де він був похований, не виявлена (втрачена).

## Сім'я
- Батько — Авраамов Розумник Сергійович купець 2-ї гільдії,голосний Миколаївської міської Думи 1872-1876 років,у нього були два рідні брати Борис особистий почесний громадянин(1830-18.11.1916 дружина Марфа Федорівна Авраамова) і Петро Сергійовичі Авраамові теж купці.
- Мати —Авраамова Олександра Іванівна (1830-25.11.1919)
- Дружина — Анна Іванівна Оберемченко (30.09.1864), дочка міщанина, пізніше купця Івана Павловича Оберемченка та Матрони Михайлівни, мала сестер Парасковію, Клавдію, Єлисавету
- Брат —Авраамов Сергій Розумникович 13.08.1864 р.н.,смерть 6.07.1865р.
- Брат —Авраамов Іван Розумникович 19.02.1869 р.н.,помер немовлям
- Брат —Авраамов Іоанн Розумникович 29.08.1870 р.н.,помер 27.01.1917 р., похований у Миколаєві,(хрещений Михайла Миколайовича Авраамова)
- Сестра — Авраамова Євдокія Розумниківна 27.02.1874 р.н. , померла немовлям 5.08.1874 р.
- Син - Авраамов Сергій Миколайович(20.09.1884-19.04.1887) помер від дифтерії
- Син —Авраамов Олександр Миколайович  — народився 1.11.1891р.,помер немовлям 8.12.1891 р.
- Син —Авраамов Петро Миколайович   23.11.1889 р.н.,потомствений почесний громадянин,його дружина Авраамова Євгенія Кіндратівна,дочка Вероніка 6.10.1918 р.н.
- Син - Авраамов Георгій Миколайович(16.05.1898-16.05.1898) помер немовлям
- Дочка — Авраамова Єлизавета Миколаївна 4.9.1899 р.н.
- Дочка — Авраамова Ольга Миколаївна 25.6.1886 р.н.,
- Дочка — Авраамова Клавдія Миколаївна 30.10.1894 р.н.,
- Син — Авраамов Євгеній Миколайович 11.12.1892 р.н.
- Син —Авраамов Михайло Миколайович 23.01.1888 р.н.